# Kwakta
Kwakta é uma cidade e uma nagar panchayat no distrito de Bishnupur, no estado indiano de Manipur.

## Demografia
Segundo o censo de 2001, Kwakta tinha uma população de 7958 habitantes. Os indivíduos do sexo masculino constituem 50% da população e os do sexo feminino 50%. Kwakta tem uma taxa de literacia de 63%, superior à média nacional de 59.5%: a literacia no sexo masculino é de 71% e no sexo feminino é de 55%. Em Kwakta, 13% da população está abaixo dos 6 anos de idade.